# هکلر و کخ اوام‌په
یوام‌پی (به آلمانی: UMP)-کوتاه‌شدهٔ عبارت آلمانی Universale Maschinenpistole به معنای مسلسل جهانی- نام یک مسلسل دستی ساخت شرکت هکلر و کخ است. سازمان‌های گوناگونی -برای نمونه گمرک و حفاظت مرزی ایالات متحده آمریکا- از این اسلحه استفاده می‌کنند.
هکلر و کخ این اسلحه را به عنوان جانشین ام‌پی۵ (MP5) طراحی نمود، ولی امروزه تولید هر دو جنگ‌افزار ادامه‌دارد.